# Christian Nielsen (Segler, 1873)
Christian Søren Nielsen (* 7. April 1873 in Kopenhagen; † 17. November 1952 ebenda) war ein dänischer Segler.

Segelriss einer 6mR-Yacht nach der Second Rule von 1919

## Erfolge
Christian Nielsen, der für den Kongelig Dansk Yachtklub segelte, nahm an den Olympischen Spielen 1924 in Paris in der 6-Meter-Klasse teil. Dabei war er neben Knud Degn Crewmitglied der Bonzo von Skipper Vilhelm Vett, die die in Le Havre stattfindende Regatta auf dem zweiten Rang hinter dem von Anders Lundgren angeführten norwegischen Boot Elisabeth V und vor der Willem-Six aus den Niederlanden mit Skipper Joop Carp abschloss, womit sie die Silbermedaille gewannen.